# Adoretus timoriensis
Adoretus timoriensis är en skalbaggsart som beskrevs av Ohaus 1914. Adoretus timoriensis ingår i släktet Adoretus och familjen Rutelidae. Inga underarter finns listade i Catalogue of Life.